# Barrerita
La barrerita es un mineral de la clase tectosilicatos, grupo de las zeolitas. Descubierto en 1974, se nombró en honor a Richard M. Barrer, profesor de Nueva Zelanda especialista en zeolitas.

## Características químicas
Es un tectosilicato de metales alcalinos, de sodio fundamentalmente que puede estar sustituido por potasio o por calcio, que además comúnmente lleva como impurezas: hierro, manganeso, magnesio, estroncio y bario.

## Formación y yacimientos
Se encuentra en las paredes de las fracturas de grandes dimensiones, alteradas por la intemperie, en lavas tanto andesíticas como riolíticas.